# シーバスリーガル

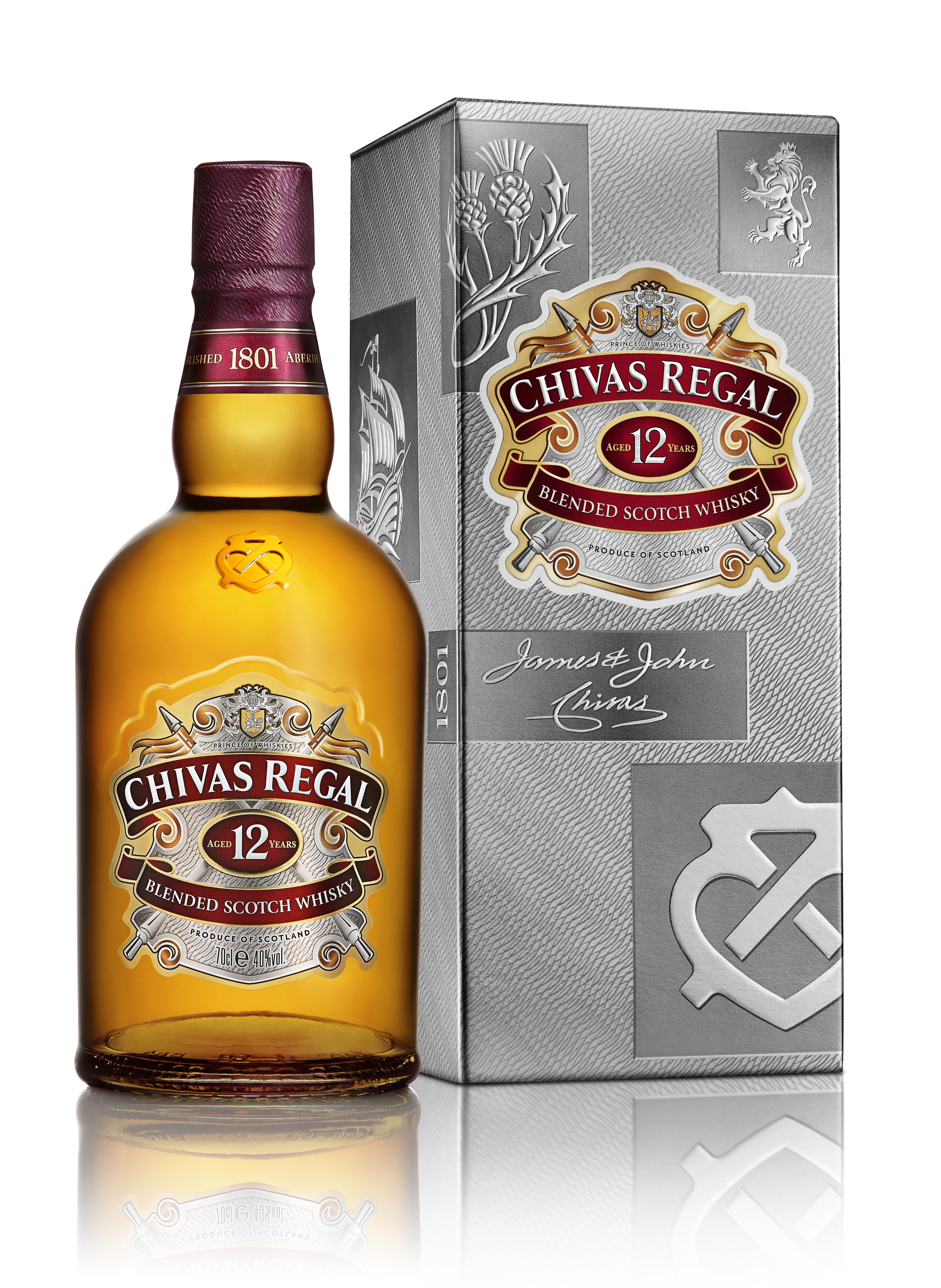
シーバスリーガル 12年

シーバスリーガル（Chivas Regal）は、スコッチ・ウイスキーの銘柄の一つ。製造業者のシーバス・ブラザーズ社は1801年創業の老舗であり、現在ではペルノ・リカール社の傘下である。
世界中で最も飲まれているスコッチ・ウイスキーのブランドの一つである。日本においては、ペルノ・リカール・ジャパンが輸入・販売を行っている。

## 歴史
1801年、シーバスリーガルの創業者であるシーバス兄弟が、コーヒーやブランデーなどの高価な食品を販売する商店をスコットランドのアバディーンに開いたのが、シーバスリーガルの発祥である。当時はイギリス王室への食料調達も任命されており、1890年に記された”Scotland Magazine”には、「スコットランド北部では最も優れた調達業者」と評されている。
1850年代に入り、富裕層からの品質の高いウイスキーへの需要に応え、シーバス兄弟はブレンデッド・ウイスキーを製造し始めた。1900年代初頭、経済的繁栄を遂げたアメリカの高級品の需要が伸びていたことから、アメリカにシーバスリーガルと名付けたウイスキーの輸出を始め、禁酒法が始まる1920年代まで、アメリカにおけるウイスキーを代表するブランドとして親しまれていた。
1950年、のちにシーバスリーガルを代表する蒸溜所となる、ハイランド地域最古の歴史を持つストラスアイラ蒸留所を購入する。戦後は、シーバスリーガル12年を主力商品に変え、世界的なブランドとして現在まで親しまれている。

## 主要製品
シーバスリーガル 12年
リッチでスムースな味わい。シーバスリーガルを代表するウイスキーであり、最も販売されている商品である。
シーバスリーガル ミズナラ 12年
スコットランドから日本への贈り物をテーマに、日本で限定発売されている商品である。モルト・ウイスキーとグレーン・ウイスキーを日本原産のミズナラ樽でマリッジさせて仕上げている。
シーバスリーガル 18年
2013年、サンフランシスコ・ワールドスピリッツコンペティションにて最高金賞を受賞した製品である。
シーバスリーガル 18年 ミズナラ カスク フィニッシュ
2020年1月14日より日本で数量限定発売。ブレンダーたちが18年以上熟成された膨大な原酒のストックの中からそれぞれの個性や熟成度合を唎き分けて、優れた品質のモルトウイスキーとグレーンウイスキーを選び出し、それぞれの特徴を最大限活かしながら絶妙なバランスでブレンドされ、さらに日本の熟練の樽職人が確かな技術でつくる希少なミズナラ樽でフィニッシュすることで、シーバスリーガル本来のフルーティーでエレガントな味わいとクリーミーさとほのかなスパイス香が加わったブレンドとなっている。このほか、シーバスリーガル史上初となるラベルやパッケージにおける漢字の表記（「水楢」と表記されている）や、和柄を正面ラベルの基調模様に採用するなど、クラフトマンシップの融合を表現した意匠が用いられた。
シーバスリーガル アルティス
2016年に発売された、ブレンデッド・モルト・ウイスキーである。ストラスアイラ蒸留所をはじめ、ロングモーン、トーモア、アルタベーン、ブレイヴァルの5つの蒸留所で作られたモルト・ウイスキーのみを用いた準ハイエンド商品である。
シーバスリーガル 25年
シーバスリーガルのハイエンド商品で、数量限定で生産されている。先述のコンペティションにて最高金賞を何度も受賞するなど、非常に高い評価を受けている商品である。
シーバスリーガル アイコン
シーバスリーガルの現行ラインアップ品としては最も高額な商品。最高峰の滑らかさを誇る、真に洗練されたブレンデッドウイスキー。

## イベント

### カクテルコンペティション
シーバスリーガルは、製品を用いたカクテルコンペティションを毎年開催している。日本でのみ、2つのコンペティションが開かれている。
シーバスマスターズ カクテルコンペティション
シーバスリーガル12年を用いた、カクテルコンペティション。日本予選を勝ち抜くと、世界大会に進むことができる。2016年は上海で開催された。2017年は東京で開催され、日本人の鈴木敦が中国代表として出場し優勝した。
シーバス ミズナラ マスターズ カクテルコンペティション
日本限定の国内コンペティション。優勝者はスコットランドで表彰式、蒸留所訪問などができる。
シーバス カクテル フォトコンテスト
シーバスリーガルを使ったカクテルをSNSに投稿するフォトコンテストが行われている。優勝者は、スコットランドの蒸溜所訪問などのイギリス観光に参加することができる。2017年は6月6日まで開催されている。

### ゴールド・シグネチャー・アワード
シーバスリーガルは、2011年から幻冬舎の雑誌「ゲーテ(GOETHE)」と共に、ビジネスを通じて社会に活力を与え社会貢献に寄与した、優れたビジネスリーダーを表彰している。2016年より、建築家の安藤忠雄が特別審査員を務めている。

## 評価
シーバスリーガルは国際的に高い評価を受けており、2013年には、シーバスリーガル25年および18年がサンフランシスコ世界スピリッツコンペティションで最優秀金賞の高い評価を受けている。